# James Raschke
James Donald Raschke (* 17. Oktober 1940 in Omaha, Nebraska) ist ein ehemaliger US-amerikanischer Ringer, der später als Wrestler unter dem Namen Baron von Raschke auftrat. Er verkörperte einen Nazi-Charakter und wurde somit zu einem der meistgehassten, aber auch bekanntesten Wrestler der 1970er und beginnenden 1980er Jahre. Raschke ist seit 2002 Mitglied der Professional Wrestling Hall of Fame. Er ist verheiratet mit Bonnie.

## Leben

### Anfänge
Raschke war auf der High School und vor allem an der University of Nebraska ein herausragender Amateurringer und American-Football-Spieler und gewann mehrere Meisterschaften. 1963 stand James Raschke in der US-amerikanischen Nationalstaffel, die zu zwei Länderkämpfen gegen die Bundesrepublik Deutschland antrat. In Pforzheim unterlag er dabei dem deutschen Ringerkönig Wilfried Dietrich nach gutem Kampf nach Punkten (3:16 Wertungen) und in Kaiserslautern wurde er Schultersieger über Emil Neunkirchen aus Rheydt. Im gleichen Jahr nahm er auch an den Ringer-Weltmeisterschaften im griechisch-römischen Stil in Helsingborg in der Gewichtsklasse über 97 kg teil. Nach einem Freilos in der ersten Runde verlor er zunächst gegen den vielfachen Weltmeister und Olympiasieger István Kozma aus Ungarn nach Punkten, besiegte dann Jakob Hälg aus der Schweiz und Jussi Mäki-Huhtala aus Finnland und schied nach einer knappen Punktniederlage gegen Anatoli Roschtschin aus der Sowjetunion aus. Er erreichte mit diesen Ergebnissen aber einen hervorragenden dritten Platz und gewann eine Bronzemedaille. Raschke gewann 1964 die nationale Ausscheidung der USA, um deren Ringerteam bei den Olympischen Spielen in Tokio vertreten, eine Ellbogenverletzung verhinderte jedoch seine Teilnahme. Nach seiner Zeit in der Army kehrte er zurück nach Omaha und arbeitete nach entsprechendem Abschluss als Biologielehrer an einer Junior High School.

### Wrestling
1966 wurde Raschke durch einen Freund auf das Wrestling aufmerksam und bewarb sich schließlich bei dem lokalen Promoter John Dusek. Dieser verwies Raschke zum Training an Verne Gagne. Während seines Trainings arbeitete Raschke als Ringaufbauer und Ringrichter, bevor er Mad Dog Vachon begegnete, welcher ihm schließlich zum Gimmick des Baron von Raschke verhalf. Raschke rasierte sich eine Glatze und marschierte fortan im Stechschritt durch den Ring und stellte einen aus Berlin stammenden Nazi-Baron dar. Er teamte kurzzeitig mit Vachon, später mit Hans Schmidt. Raschkes Charakter war bei den Zuschauern so verhasst, dass sie bisweilen Stühle in den Ring warfen. Eine Wrestlingaktion, die bis heute mit ihm assoziiert wird, ist der sogenannte Clawhold, den er einsetzte, um seine Kämpfe zu beenden. In den Folgejahren arbeitete Raschke für mehrere Territorien des Dachverbands National Wrestling Alliance, für die AWA und auch für japanische Ligen. Dabei erhielt er mehrere Prestigeträchtige Titel, wie den AWA World Tag Team Titel, den NWA World Tag Team Titel, oder den NWA American Heavyweight Titel. Nach einer ereignisreichen Karriere trat er 1988 schließlich als Manager der Powers of Pain in der WWF in Erscheinung, verließ die Organisation jedoch kurz darauf wieder. Danach trat Raschke bis zu deren Schließung in der AWA auf und bestritt 1993 im Team mit Ivan Koloff einen Legendenkampf beim WCW-PPV Slamboree. 1994 trat er schließlich vom aktiven Geschehen komplett zurück. Er arbeitete noch einige Zeit als Vertretungslehrer und besaß bis 2000 einen Geschenk- und Souvenirladen. Heute ist er auf Legendenveranstaltungen und Fanfesten anzutreffen. 2007 spielte er sich selbst in einem Theaterstück über seine Karriere.

## Größte Erfolge

### Ringen
- Nebraska State High School Champion im Schwergewicht 1958
- Ernennung zum All-American durch die National Collegiate Athletic Association 1961 und 1962
- Bronzemedaille Ringer-Weltmeisterschaften 1963
- Qualifikation für die Olympischen Spiele 1964 (wegen Verletzung nicht angetreten)
- Champion der Amateur Athletic Union im Freistilringen und Griechisch-Römischen Stil 1964
- Champion der United States Army 1964 und 1965
- Champion des Worldwide Interservice 1965

### Wrestling
| Vorgänger: Ken Patera & Jerry Blackwell | Partner: The Crusher | Erste | Nachfolger: The Road Warriors |

| Vorgänger: Fritz von Erich | Erste | Nachfolger: Fritz von Erich |

| Vorgänger: Black Gordman & The Great Goliath | Partner: Mad Dog Vachon | Erste | Nachfolger: Mike George & Super Intern |

| Vorgänger: Austin Idol | Erste | Nachfolger: Steve Keirn |

| Vorgänger: Ricky Steamboat | Erste                                                    | Nachfolger: Johnny Weaver |
| Vorgänger: Johnny Weaver   | Zweite (ab April 1978 als World Television Championship) | Nachfolger: Paul Jones    |

| Vorgänger: Ricky Steamboat & Paul Jones   | Partner: Greg Valentine | Erste  | Nachfolger: Jimmy Snuka & Paul Orndorff      |
| Vorgänger: Jimmy Snuka & Paul Orndorff    | Partner: Paul Jones     | Zweite | Nachfolger: Ric Flair & Blackjack Mulligan   |
| Vorgänger: Ric Flair & Blackjack Mulligan | Partner: Paul Jones     | Dritte | Nachfolger: Ricky Steamboat & Jay Youngblood |

| Vorgänger: The Punishers Sledge & Hammer | Partner: Ken Patera     | Erste  | Nachfolger: The Punishers Sledge & Hammer |
| Vorgänger: The Punishers Sledge & Hammer | Partner: Brad Rheingans | Zweite | Nachfolger: Jerry Lynn & Lightning Kid    |

| Vorgänger: Dick the Bruiser | Erste  | Nachfolger: Dick the Bruiser |
| Vorgänger: Dick the Bruiser | Zweite | Nachfolger: Art Thomas       |
| Vorgänger: Billy Red Cloud  | Zweite | Nachfolger: Bob Ellis        |

| Vorgänger: Dick the Bruiser & The Crusher | Partner: Ernie Ladd | Erste | Nachfolger: The Crusher & Bruno Sammartino |